# Bania (slak)
Bania is een geslacht van uitgestorven weekdieren uit de klasse van de Gastropoda (slakken).

## Soorten
- Bania dokici (Brusina, 1902) †
- Bania globulina (Kókay, 2006) †
- Bania gobanzi (Frauenfeld, 1864) †
- Bania hoeckae (Harzhauser & Binder, 2004) †
- Bania immutata (Hörnes, 1856) †
- Bania obliquaecostata Neubauer, Mandic, Harzhauser & Hrvatović, 2013
- Bania pachychila (Brusina, 1902) †
- Bania pauluccii (Brusina, 1907) †
- Bania praeglobulina (Kókay, 2006) †
- Bania prototypica (Brusina, 1872) †
- Bania pseudoglobula (d'Orbigny, 1852) †
- Bania spreta (Brusina, 1897) †
- Bania stosiciana (Brusina, 1874) †
- Bania torbariana (Brusina, 1874) †
- Bania tripaloi (Brusina, 1884) †
- Bania valvatoides (Brusina, 1872) †